# 克吕塞拉波姆赖
克吕塞拉波姆赖（法語：Clussais-la-Pommeraie，法語發音：[klysɛ la pɔmʁɛ]）是法国德塞夫勒省的一个市镇，属于尼奥尔区。

## 地理
克吕塞拉波姆赖（46°11'9"N, 0°1'56"E）面积31.03 平方千米，位于法国新阿基坦大区德塞夫勒省，该省份为法国西部内陆省份，北起曼恩-卢瓦尔省，西接旺代省，南至夏朗德省和滨海夏朗德省，东临维埃纳省。
与克吕塞拉波姆赖接壤的市镇（或旧市镇、城区）包括：拉沙佩勒普尤、梅勒朗、圣库唐、圣索利娜、圣樊尚拉沙特尔、阿卢瓦奈。
克吕塞拉波姆赖的时区为UTC+01:00、UTC+02:00（夏令时）。

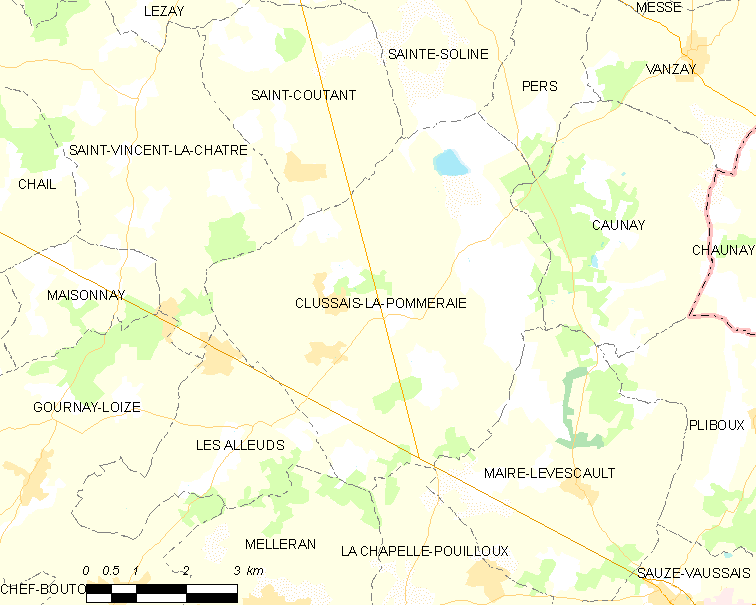
克吕塞拉波姆赖的OSM定位图

## 行政
克吕塞拉波姆赖的邮政编码为79190，INSEE市镇编码为79095。

## 政治
克吕塞拉波姆赖所属的省级选区为梅勒县。

## 人口

1962-2008年间克吕塞拉波姆赖人口变化图示

克吕塞拉波姆赖于2022年1月1日时的人口数量为571人。